# Steuerinländer
Als Steuerinländer bezeichnet man im deutschen Steuerrecht jede natürliche Person, unabhängig von ihrer Staatsangehörigkeit, die ihren Wohnsitz oder ihren gewöhnlichen Aufenthalt in Deutschland hat. Eine solche Person ist in Deutschland unbeschränkt einkommensteuerpflichtig (§ 1 Abs. 1 Satz 1 EStG). Der unbeschränkten Steuerpflicht unterliegt das weltweit erzielte Einkommen (Welteinkommensprinzip).
Entsprechendes gilt für eine juristische Person, die ihre Geschäftsleitung oder ihren Sitz in Deutschland hat (§ 1 KStG).
Ob und inwieweit im Ausland erzielte Einkünfte im Inland zu versteuern sind, regelt das jeweilige Doppelbesteuerungsabkommen zwischen Deutschland und dem Drittstaat.